# Gagrellula albicoxa
Gagrellula albicoxa is een hooiwagen uit de familie Sclerosomatidae.